# HMS Defender (H07)
Lo HMS Defender (pennant number H07) fu un cacciatorpediniere della Royal Navy britannica, varato nel 1932 e appartenente alla classe D.
Dopo aver operato nel periodo interbellico principalmente nelle acque dell'Estremo Oriente, allo scoppio della seconda guerra mondiale l'unità fu assegnata alle operazioni nel bacino del Mar Mediterraneo, partecipando a svariate azioni contro la fotta italiana tra cui la battaglia di Punta Stilo e la battaglia di Capo Matapan; impegnato nelle pericolose missioni di rifornimento della piazzaforte assediata di Tobruch, il Defender fu affondato in un attacco aereo l'11 luglio 1941 al largo di Sidi Barrani.

## Storia
Ordinata il 2 febbraio 1931 ai cantieri della Vickers-Armstrong di Barrow-in-Furness, la nave fu impostata il 22 giugno 1931 e varata il 7 aprile 1932 con il nome di Defender ("Difensore" in lingua inglese), sesta unità della Royal Navy a portare questo nome; l'unità entrò poi in servizio il 31 ottobre 1932. Assegnata un anno più tardi alla 1st Destroyer Flotilla in forza alla Mediterranean Fleet, la nave operò nel Mar Rosso e nel Golfo Persico prima di essere sottoposta a lavori di manutenzione nei cantieri della base di Devonport conclusisi nell'aprile 1934; nel novembre seguente la nave salpò alla volta di Hong Kong per operare con la 8th Destroyer Flotilla (poi 21st Destroyer Flotilla) in forza alla China Station. La nave operò per diversi anni in Estremo Oriente salvo che durante il periodo della guerra d'Etiopia, durante la quale fu dislocata nel Mar Rosso; durante il suo spiegamento in Oriente l'unità subì diverse noie all'apparato propulsivo che la obbligarono a un lungo periodo di lavori nei cantieri di Hong Kong e Singapore tra il novembre 1938 e il marzo 1939. 
Allo scoppio della seconda guerra mondiale nel settembre 1939 il Defender fu trasferito ad Alessandria d'Egitto il 19 settembre e assegnato alla Mediterranean Fleet, operò inizialmente in missioni di contrasto al contrabbando di guerra nelle acque del Mediterraneo prima di raggiungere Freetown all'inizio del febbraio 1940 per svolgere compiti di pattugliamento anti-sommergibile e scorta di convogli nell'oceano Atlantico. Rientrato a Gibilterra alla fine di aprile, il cacciatorpediniere fu riassegnato alla 10th Destroyer Flotilla e operò come unità di scorta alle unità maggiori della Mediterranean Fleet; il 12 maggio l'unità scortò il convoglio US2 diretto in Medio Oriente carico di truppe dell'ANZAC. All'entrata in guerra del Regno d'Italia nel giugno 1940, il Defender fu impegnato nella scorta delle unità della Mediterranean Fllet nelle acque del bacino. Il 27 giugno, mentre scortava con il resto della flotta i convogli MS1 e MF1 diretti da Malta ad Alessandria, l'unità partecipò insieme ad altri cacciatorpediniere britannici all'affondamento del sommergibile italiano Console Generale Liuzzi nelle acque a sud-est di Creta; in un'azione simile il 29 giugno seguente, il Defender collaborò all'affondamento di un secondo sommergibile italiano, lo Uebi Scebeli, sempre a sud di Creta. Al Defender è accreditato, in collaborazione con altri due cacciatorpediniere, l'affondamento del sommergibile italiano Argonauta sempre il 29 giugno, ma le circostanze dell'azione non sono del tutto chiare e le reali cause dell'affondamento dell'unità rimangono incerte.
Il 9 luglio 1940 il Defender partecipò alla battaglia di Punta Stilo con il resto della Mediterranean Fleet, per poi riprendere con le missioni di scorta ai convogli nel bacino del Mediterraneo; nel corso di una di queste missioni nella notte tra l'11 e il 12 ottobre, l'unità fu presente alla battaglia di Capo Passero contro una flottiglia di cacciatorpediniere italiani. In novembre il Defender partecipò all'operazione Collar, un complesso movimento di convogli navali britannici nel Mediterraneo centro-orientale, durante la quale subì senza danni alcuni attacchi aerei; il 27 novembre la nave partecipò alla battaglia di capo Teulada, un fugace scontro tra le flotte britannica e italiana al largo della Sardegna, prima di rientrare ad Alessandria. All'inizio del gennaio 1941 il Defender salpò per Malta da dove partecipò  all'operazione Excess, una serie di vaste operazioni navali intraprese tra il 6 e il 13 gennaio 1941 dalle forze britanniche nel Mediterraneo, subendo alcuni attacchi aerei senza riportare danni; dopo alcuni lavori di manutenzione a Malta in febbraio, il cacciatorpediniere tornò ai suoi compiti di unità di scorta alla fine di marzo coprendo il trasferimento delle truppe britanniche in Grecia, e il 28 marzo prese parte alla battaglia di Capo Matapan contro la flotta italiana.
Tra aprile e maggio del 1941 il Defender operò incessantemente nelle acque del Mediterraneo orientale, coprendo il ripiegamento delle truppe britanniche dalla Cirenaica e partecipando all'evacuazione dei reparti alleati dalla Grecia e poi da Creta. All'inizio di giugno la nave fu assegnata allo Inshore Squadron, la formazione incaricata di garantire il flusso di rifornimenti alla guarnigione alleata di Tobruch, tagliata fuori e assediata dalle forze dell'Asse; il 29 giugno, mentre dirigeva su Tobruch, il Defender fu danneggiato da un attacco di velivoli italiani, mentre il cacciatorpediniere australiano HMAS Waterhen che lo accompagnava fu affondato il giorno successivo sempre in un attacco aereo. Le operazioni dello Inshore Squadron continuarono sotto pesanti attacchi aerei dei velivoli dell'Asse: il 10 luglio il Defender salpò da Alessandria per Tobruch in coppia con il cacciatorpediniere HMAS Vendetta di scorta a un convoglio di rifornimenti; il giorno seguente, mentre rientravano ad Alessandria da Tobruch, i due cacciatorpediniere finirono sotto attacco aereo e il Defender fu sfiorato da una bomba sganciata da un bombardiere Junkers Ju 88 tedesco. La detonazione dell'ordigno, avvenuta sotto lo scafo, causò estesi danni e portò all'allagamento delle sale macchina immobilizzando l'unità; il Vendetta prese a bordo l'intero equipaggio del Defender e tentò di rimorchiare la nave danneggiata, ma lo sforzo si rivelò insostenibile per l'apparato motore del vecchio cacciatorpediniere australiano che infine dovette desistere. Lo scafo del Defender fu quindi colato a picco con un siluro nella posizione 31° 45' N, 25° 31' E, a nord di Sidi Barrani.